# Audi e-tron
Audi e-tron je skupina elektromobilů a hybridních konceptních automobilů, které od roku 2009 představuje automobilka Audi. V roce 2012 předvedlo Audi plug-in hybridní verzi Audi A3 Sportback e-tron, která se k prodejcům v Evropě dostala v srpnu 2014 a v USA v roce 2015.

## Výkon e-tronu
Vzhledem k tomu, že automobil je stále ještě ve fázi konceptu, zůstává řada výkonových specifikací neupřesněných. Vůz bude mít čtyři elektromotory, pro každé kolo jeden, které společně vyvinou točivý moment 4500 Nm. Nejvyšší rychlost je pro vozy e-tron limitována na 222 km/h. Automobil dokáže na jedno nabití ujet 240 km. 
Coby koncept je vůz vybaven adekvátní technologií, která dokáže komunikovat s ostatními vozy, dopravním značením atd.

## Koncepty

### Audi e-tron – Frankfurt
První koncept e-tron předvedlo Audi v roce 2009 na Frankfurtském autosalonu. Dvoumístný vůz vzhledově podobný Audi R8, ale o něco menší pohánějí 4 elektromotory amerického výrobce UQM Technologies pohánějící všechna čtyři kola. Jejich společný výkon činí 230 kW (309 hp) a točivý moment 4500 Nm. Díky tomu dokáže vůz zrychlit z 0 na 100 km/h za 4,8 sekundy. 470kilogramový 42,4 kWh lithium-iontový akumulátor je umístěn před zadní nápravou a umožňuje vozu dojezd asi 248 km. Jeho plné dobití z běžné domácí zásuvky trvá 6–8 hodin. Vůz má keramické kotoučové brzdy a  rekuperační brzdění.
V roce 2010 rozjelo Audi vývojový program zaměřený na výrobu omezené série vozů R8 e-tron. R8 e-tron se krátce objevil v americkém filmu Iron Man 3 z roku 2013. Poté, co bylo zhotoveno 10 prototypů pro výzkumné a vývojové účely, se Audi v květnu 2013 rozhodlo zrušit výrobu elektromobilu vzhledem k jeho omezenému dojezdu, neboť vývoj akumulátorů probíhal pomaleji, než Audi předpokládalo, čímž se R8 e-tron stal nevhodný pro sériovou výrobu. V březnu 2014 Audi přehodnotilo své rozhodnutí a oznámilo, že vzhledem k pokroku ve vývoji má nyní vůz na plné nabití dojezd 215 až 450 km a že tedy bude vyrábět R8 e-tron na zakázku.

### Audi e-tron – Detroit
Audi e-tron předvedený roku 2010 na autosalonu v Detroitu je vybaven 2 elektromotory pohánějícími zadní kola se společným výkonem 150 kW (201 hp) a točivým momentem 2650 Nm. Jeho lithium-iontový akumulátor je uložen mezi prostorem pro cestující a zadní nápravou. Vůz má adaptivní LED světlomety, plně automatický asistenční světelný systém, hliníkový podvozek Audi Space Frame a dveře, boky a střechu ze sklolaminátu. Další výbava zahrnuje zabudovaný centrální displej s integrovanými funkcemi uživatelského rozhraní, hydraulicky ovládané kotoučové brzdy na přední nápravě, elektronicky aktivované plovoucí třmeny kotoučových brzd na zadní nápravě, tepelné čerpadlo, kované rovnoběžníkové nápravy ze slitiny hliníku, hřebenové řízení, 19palcová paprsková kola s pneumatikami 235/35 vpředu a 255/35 vzadu. Vozidlo dokáže akcelerovat z 0 na 100 km/h za 5,9 sekundy.

### A1 e-tron
Koncept Audi A1 e-tron je elektrická varianta Audi A1. Poprvé byl představen roku 2010 na Ženevském autosalonu. Jedná se o sériový plug-in hybrid poháněný elektromotorem firmy UQM Technologies s trvalým výkonem 45 kW (60 bhp) a maximálním výkonem 75 kW (101 bhp).  Pro zvýšení dojezdu využívá vůz i pomocný Wankelův motor o objemu 254 ccm, který pohání 15kilowattový (20 bhp) generátor.

### Audi e-tron Spyder
Na Pařížském autosalonu 2010 představilo Audi tento roadster, což je plug-in hybrid poháněný dieselovým 221kilowattovým (296 bhp) twin-turbem TDI 3.0 L V6 pohánějícím zadní kola a dvěma elektromotory se společným výkonem 64 kW (86 bhp), které pohánějí kola přední. Zrychlit z 0 na 100 km/h dokáže za 4,4 sekundy.
V lednu 2011 předvedlo Audi svůj e-tron Spyder na Consumer Electronics Show v Las Vegas. Vůz byl téměř shodný s konceptem předvedeným v Paříži, na první pohled se lišil především svou jasně červenou barvou. Audi u něj uvádělo stejné výkonové parametry jako v Paříži včetně elektronicky omezené nejvyšší rychlosti 249 km/h.

### A3 e-tron All-Electric Concept
Audi A3 e-tron je plně elektrifikovaná varianta sériového Audi A3. Pohání ho vpředu umístěný elektromotor s náhonem na přední kola. Lithium-iontové akumulátory s kapacitou 26,5 kWh, jež mu dodávají energii, jsou umístěny v zadní a střední části vozu a umožňují dojezd až 148 km (v reálných podmínkách na silnici však jen mezi 113–121 km). Nejvyšší rychlost je omezena na 143 km/h.

### A3 e-tron Plug-in Hybrid
Koncept plug-in hybrid byl představen na ženevském autosalonu 2013. Základní hnací jednotka pochází z Audi A3 e-tron a je společná s vozem Volkswagen Golf GTE plug-in hybrid, automobily však mají rozdílný řídicí software. V květnu 2013 Audi ohlásilo své rozhodnutí vyrábět pouze verzi plug-in hybrid –  Audi A3 Sportback e-tron. Tento vůz má 8,8kWh akumulátor umožňující dojezd až 940 km, dosahuje nejvyšší rychlosti 220 km/h a z 0 na 100 km/h dokáže zrychlit za 7,6 sekundy. Výrobce udává průměrnou spotřebu 1,25 l/100 km a emise CO2 35 g/km. V září 2013 Audi oznámilo, že se Audi A3 Sportback e-tron začne v Německu prodávat od 37 000 euro.  Od 1. srpna 2014 se základní cena vyšplhala na 37 900 euro.

## Galerie

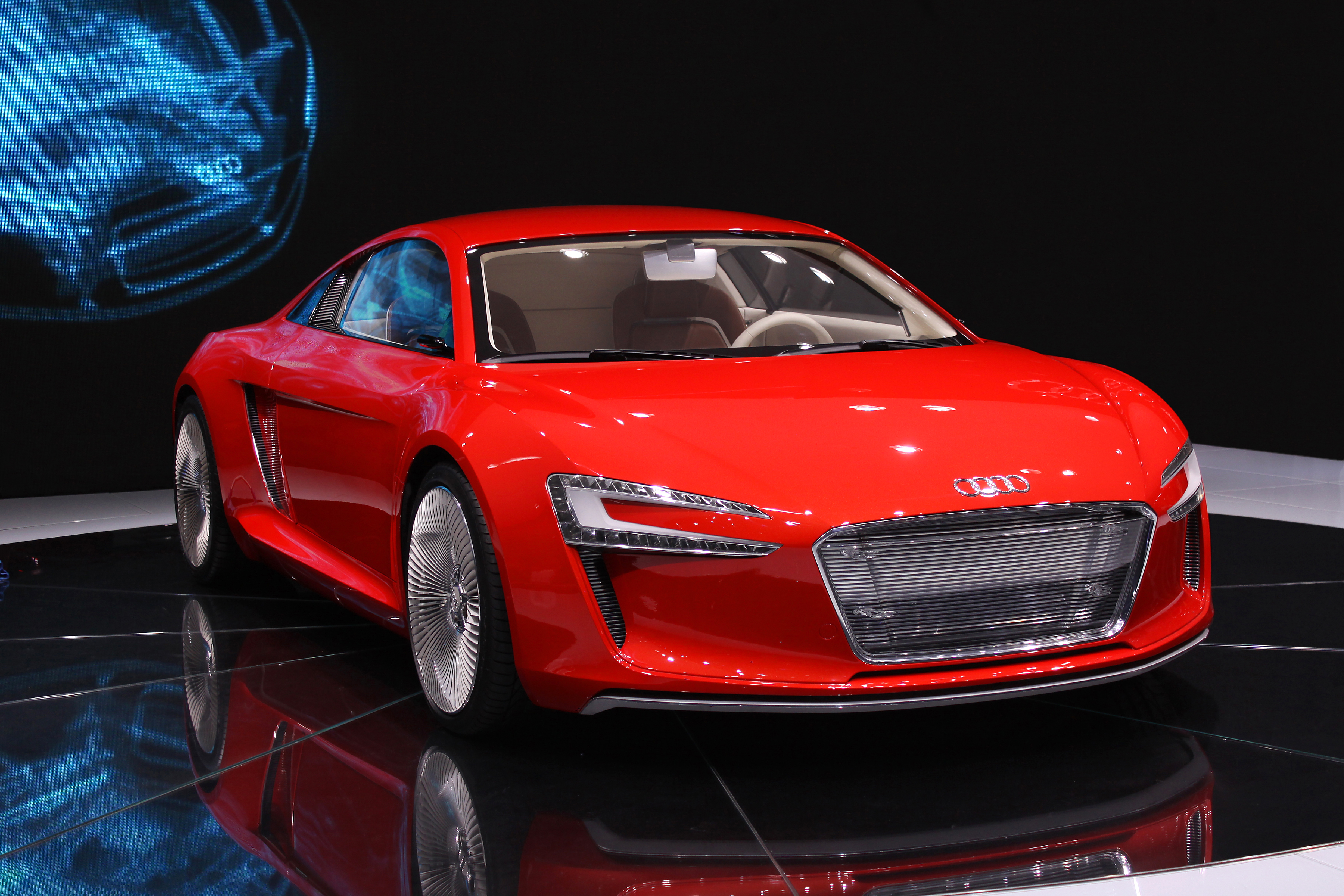
Audi e-tron (Frankfurt)
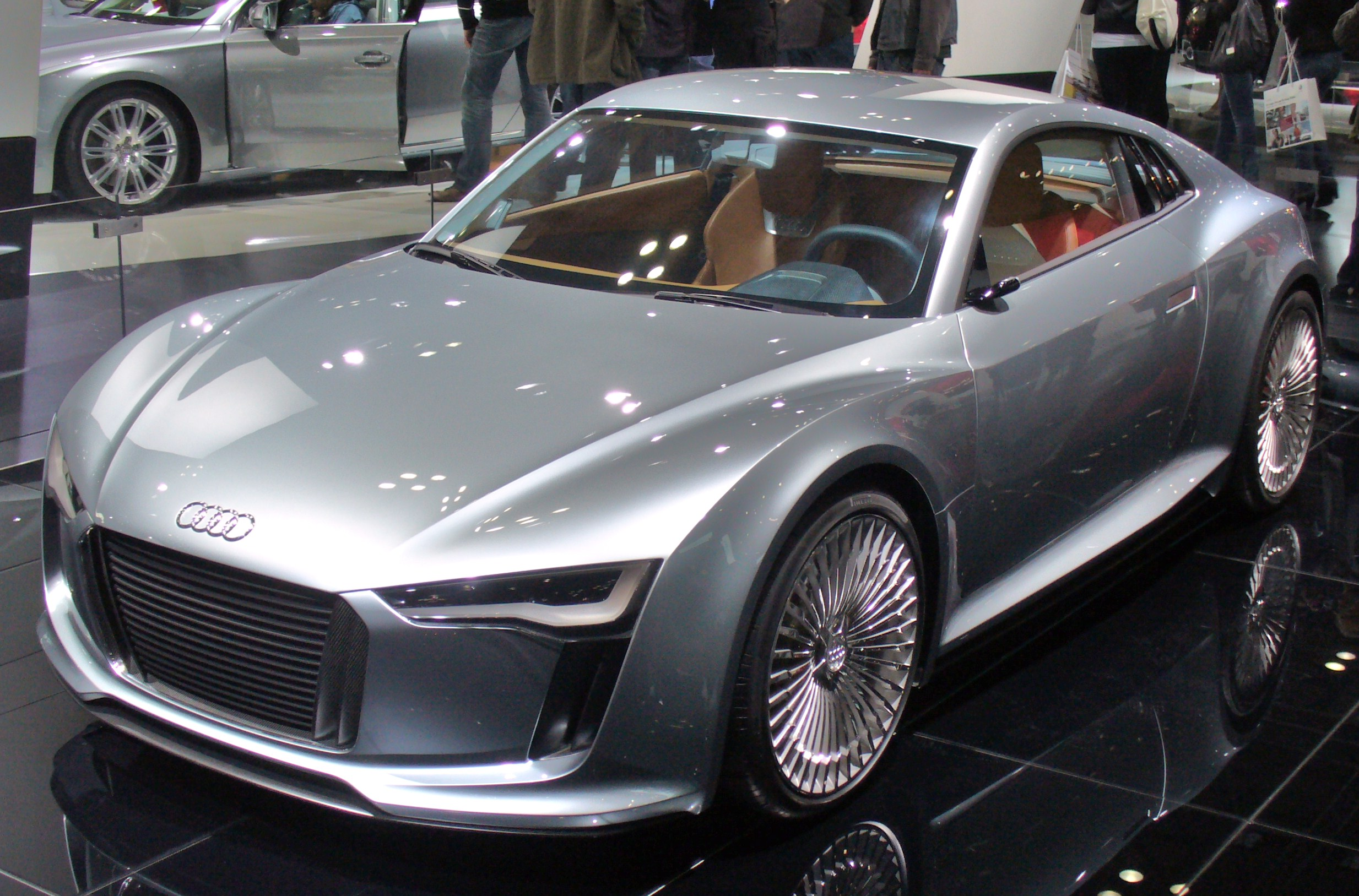
Audi e-tron (Detroit)
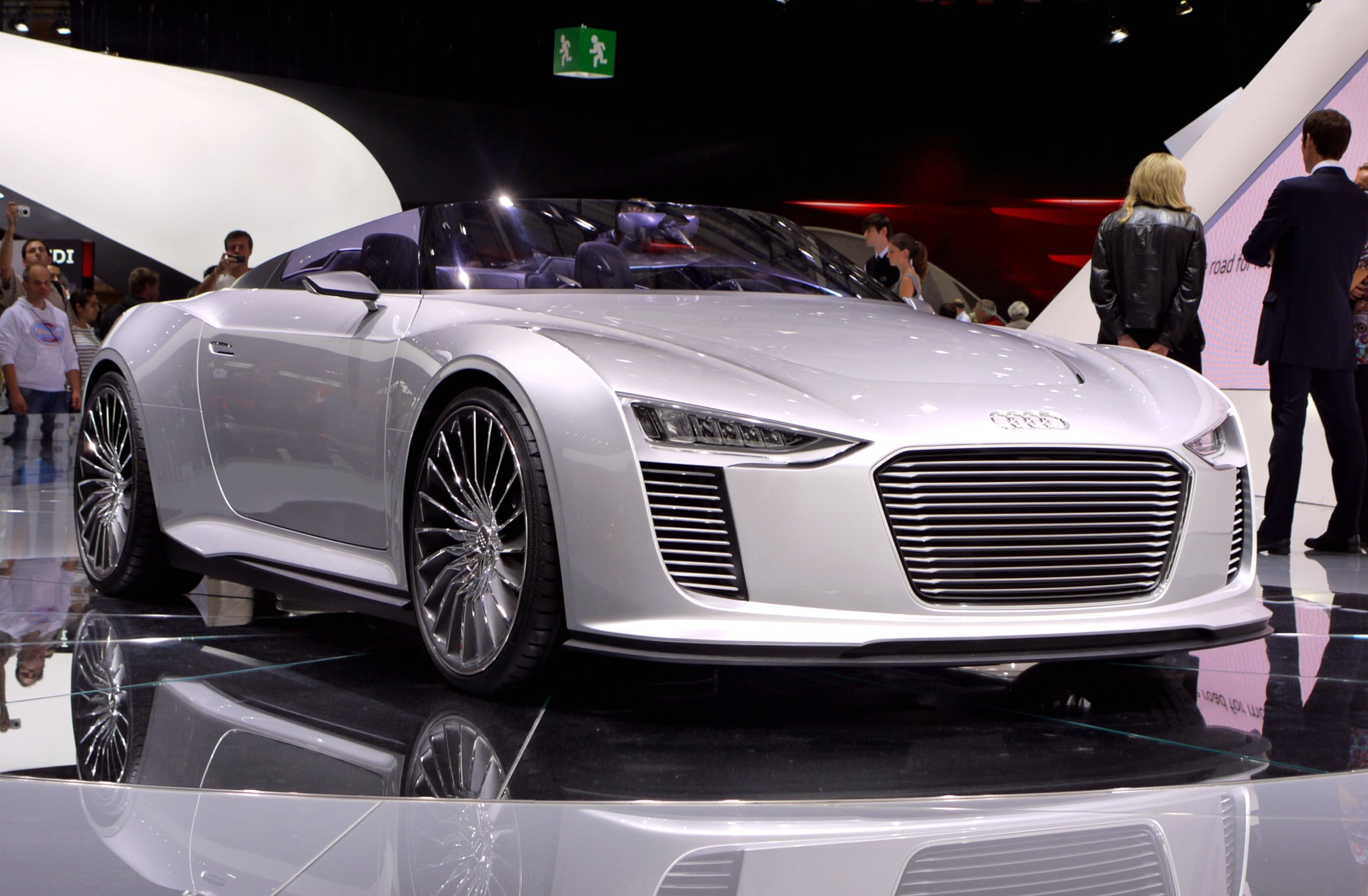
Audi e-tron Spyder (Paříž)
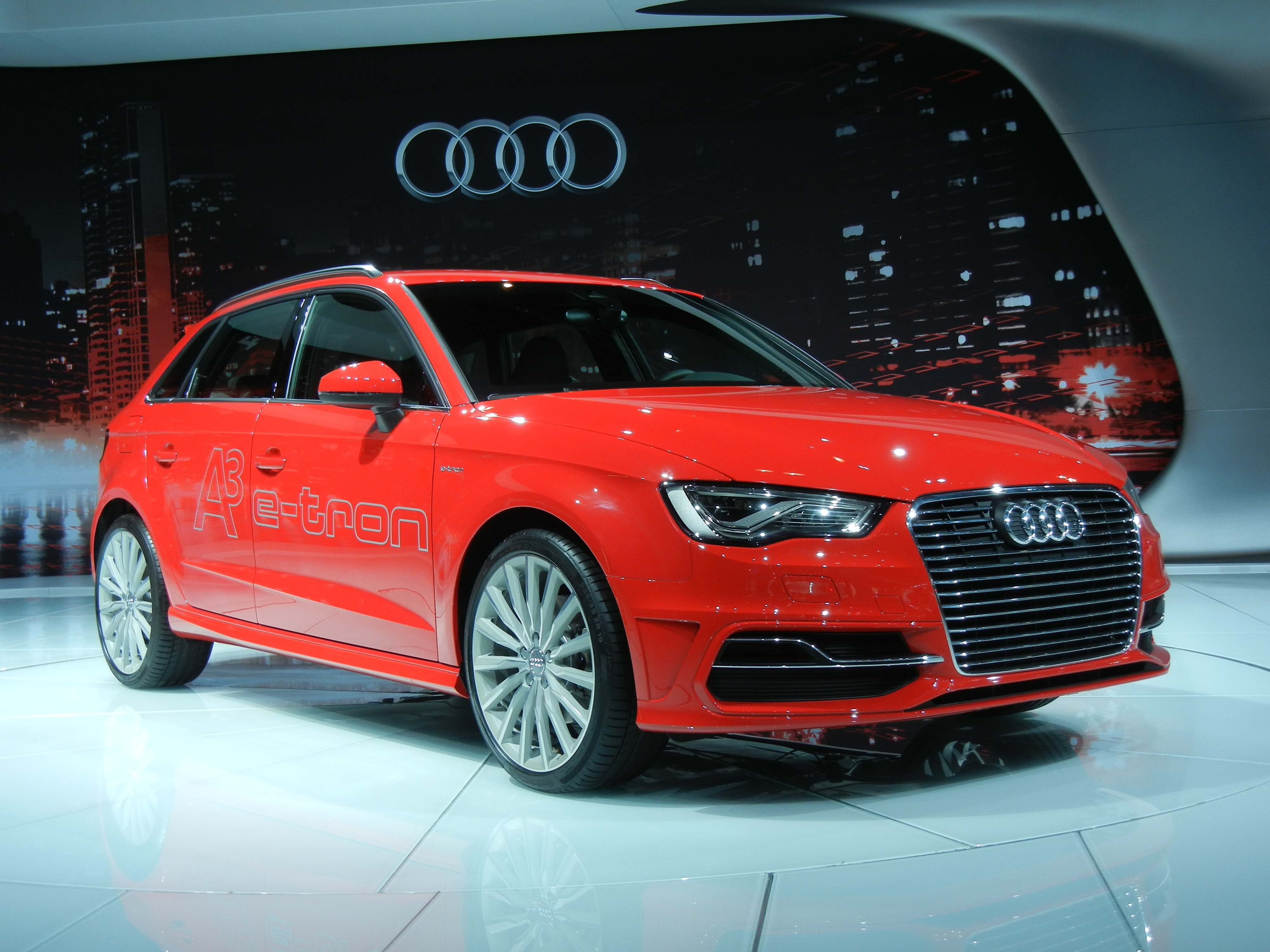
A3 e-tron Plug-in Hybrid (Los Angeles)
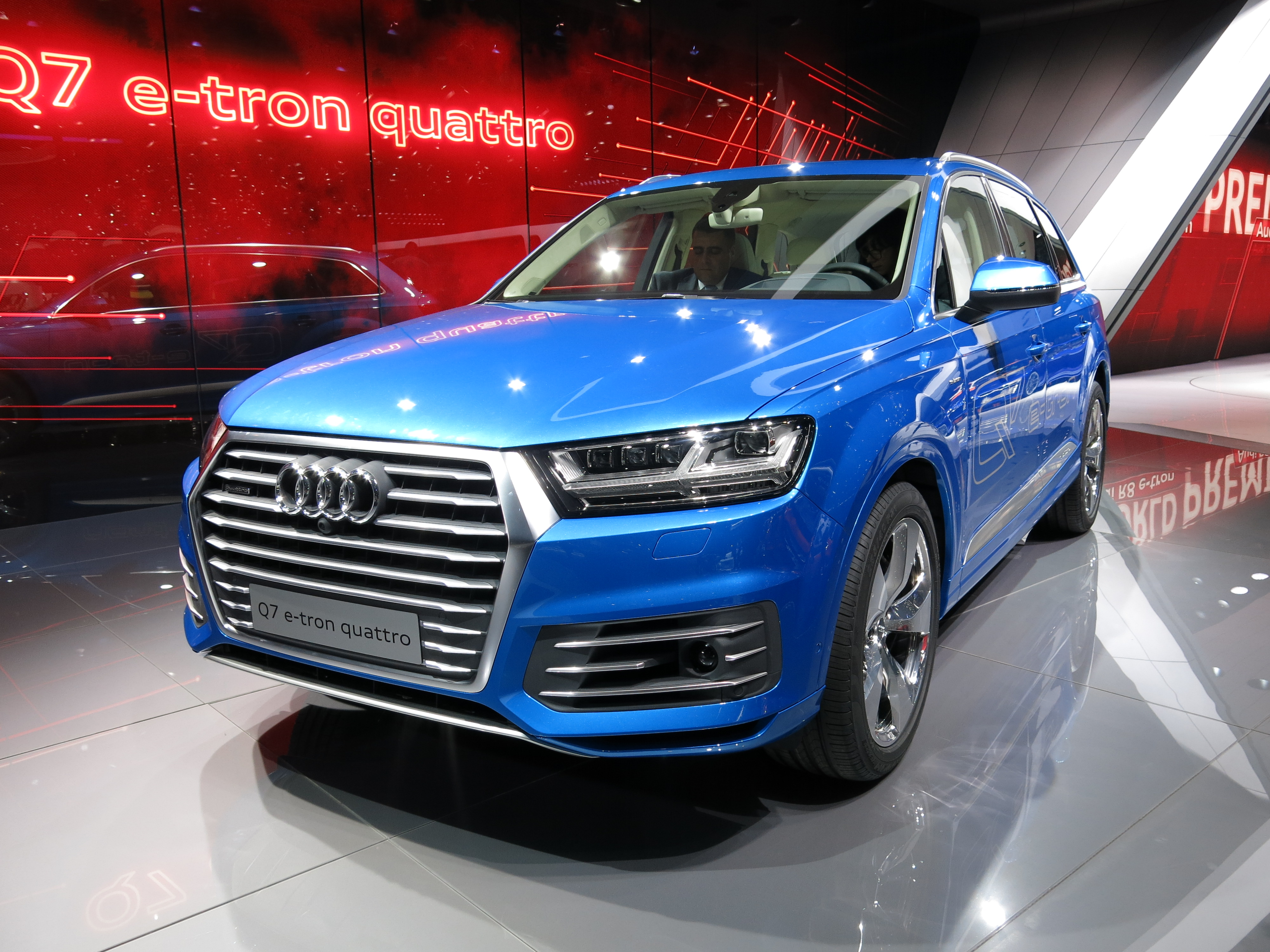
Audi Q7 e-tron (Ženeva)
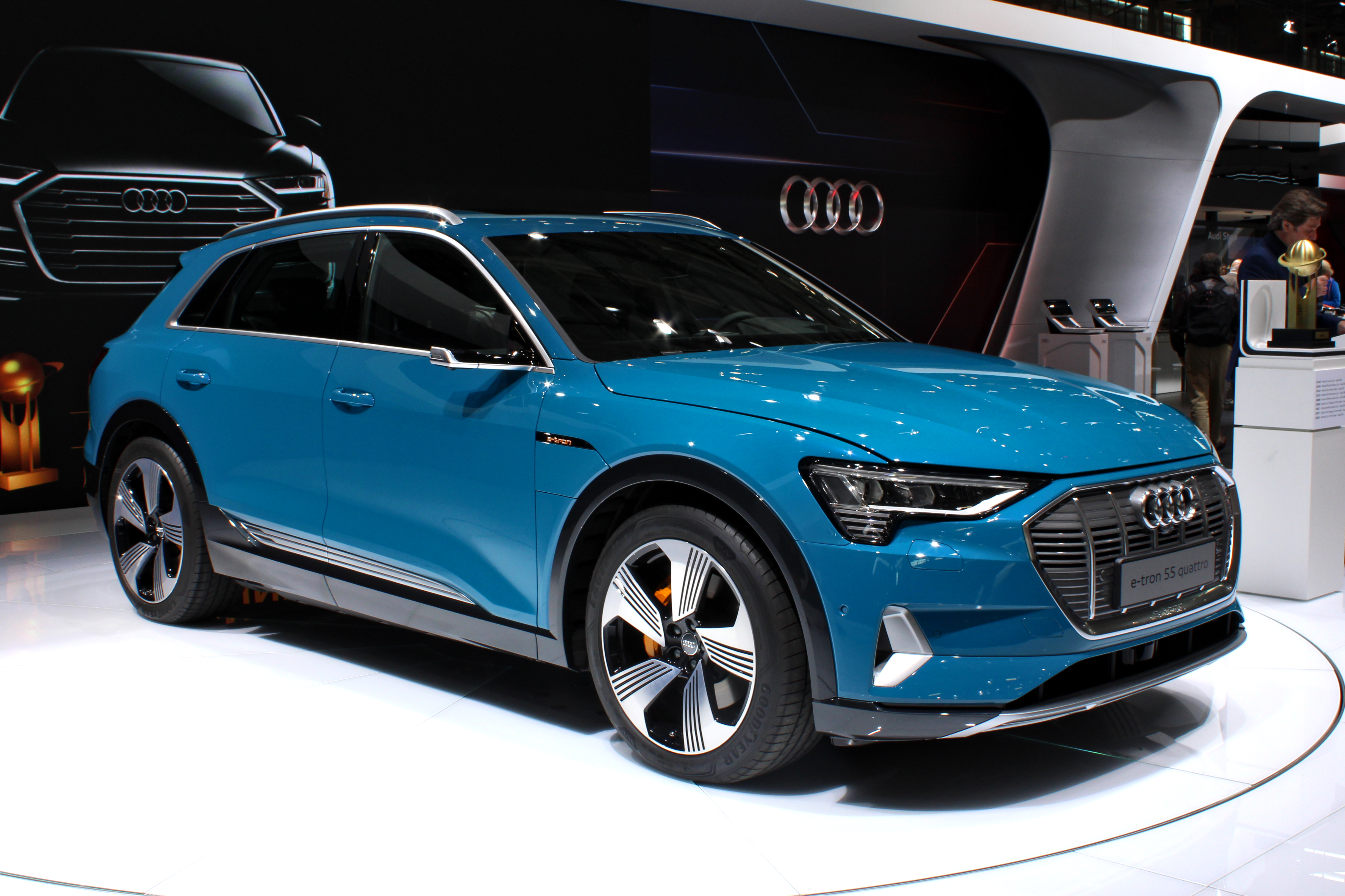
Audi e-tron (Paříž)
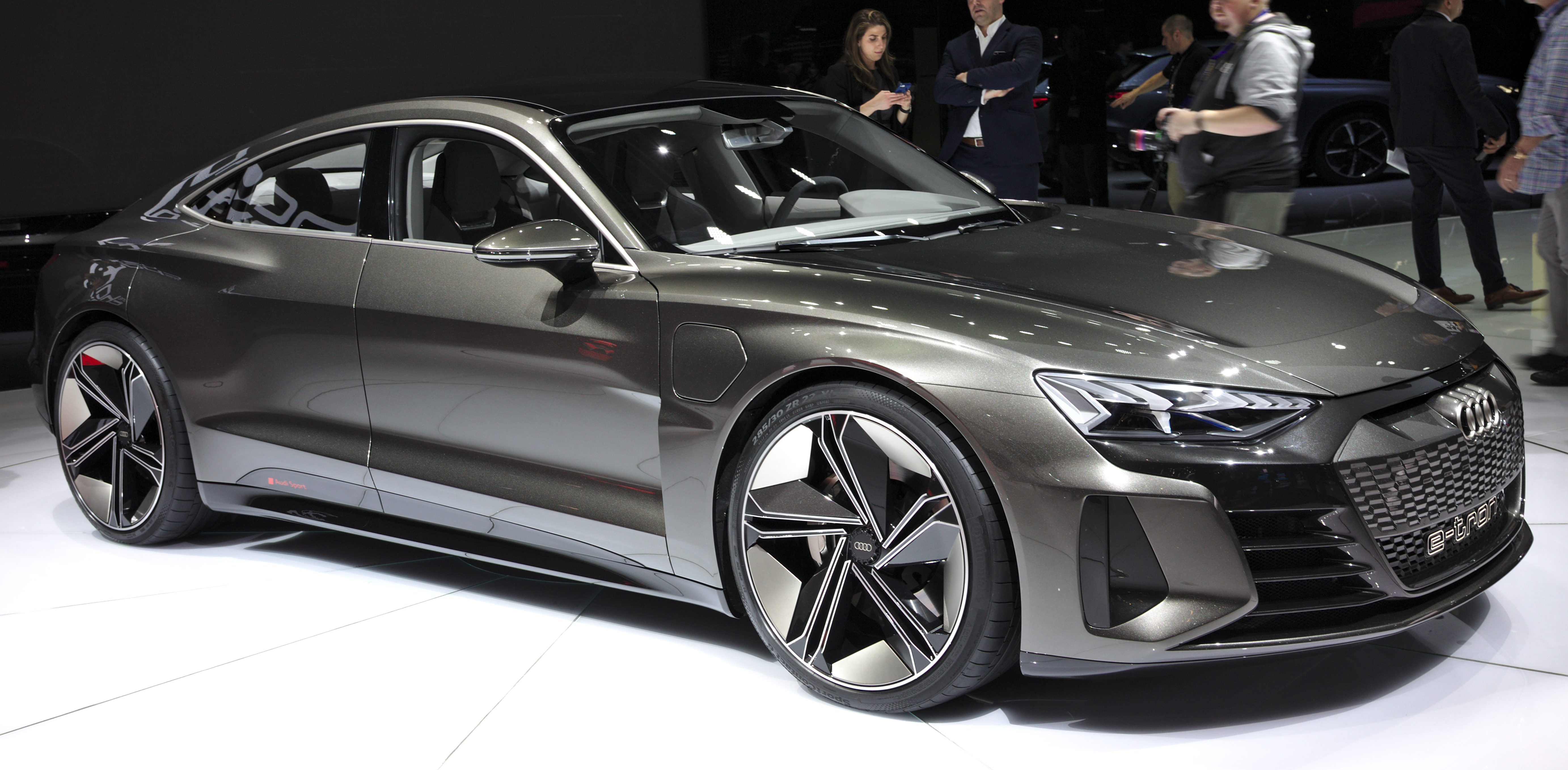
Audi e-tron GT concept (Los Angeles)
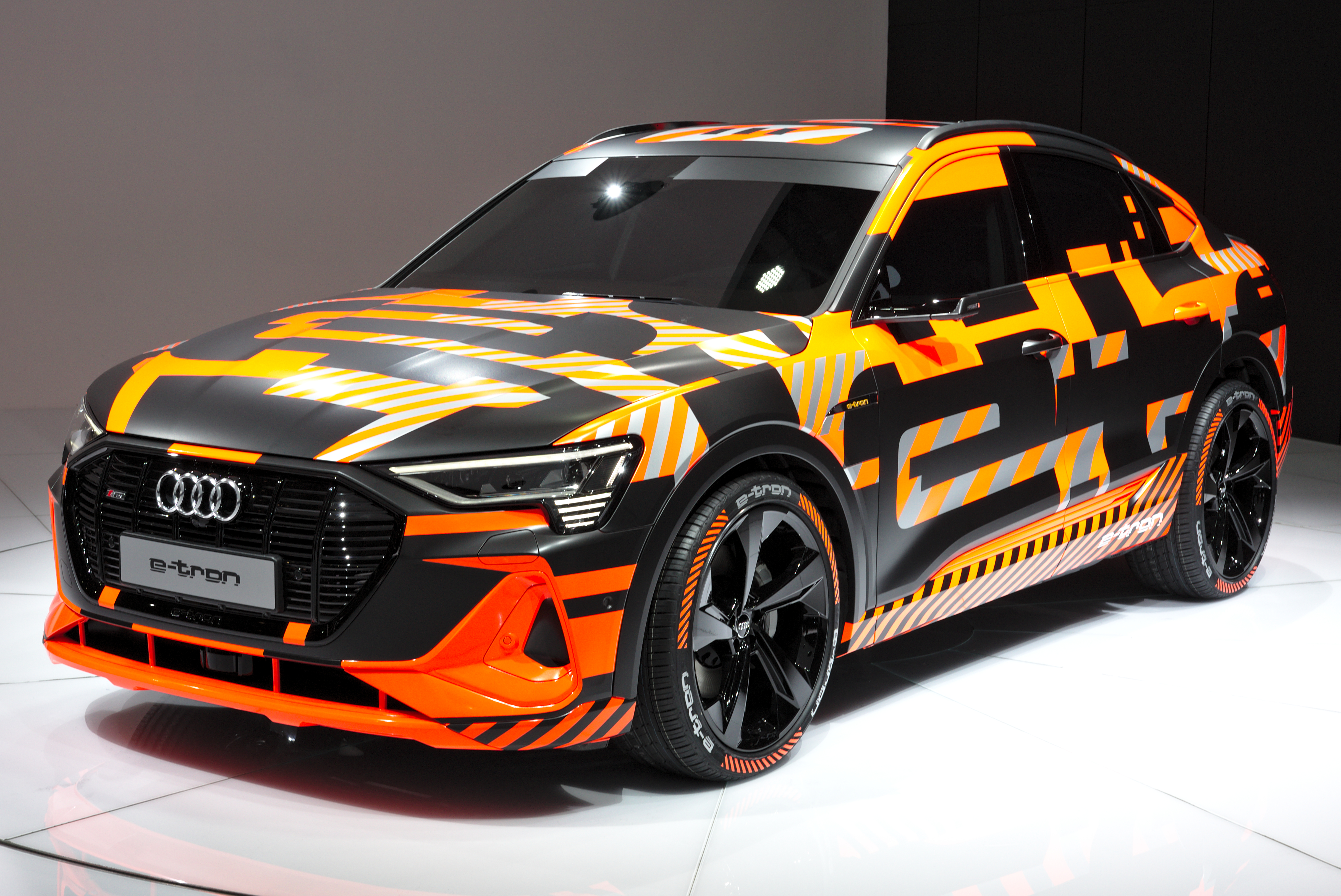
Audi e-tron Sportback (Ženeva)
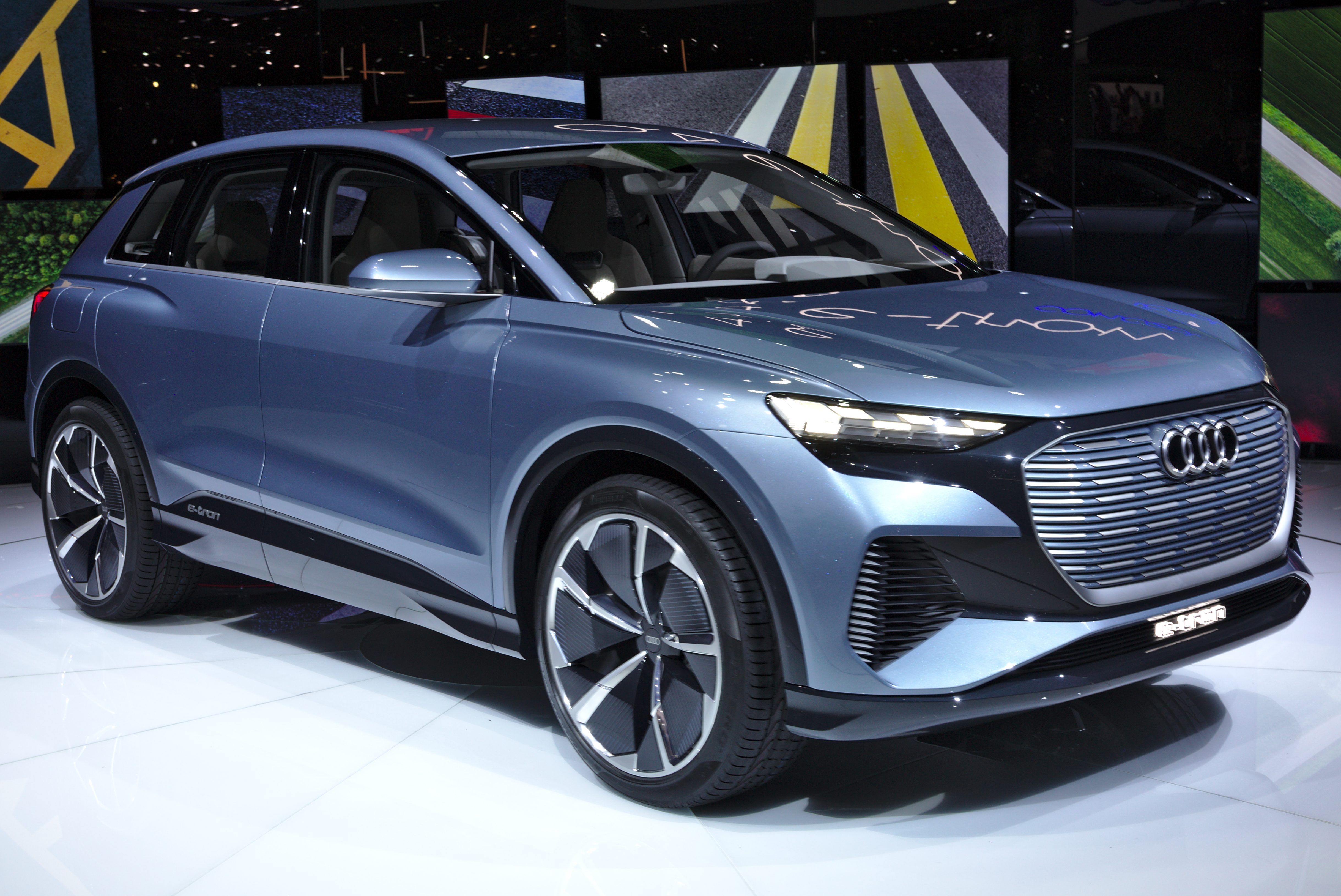
Audi Q4 e-tron concept (Ženeva)